# Station Lembeek
Station Lembeek is een spoorwegstation langs spoorlijn 96 (Brussel - Bergen - Quévy) in Lembeek, een deelgemeente van de stad Halle. Het is nu een stopplaats.
Van hier vertrok ook spoorlijn 106 (Lembeek - Ecaussinnes).

## Treindienst
| Serie | Treinsoort | Route                                             | Bijzonderheden         |
| ----- | ---------- | ------------------------------------------------- | ---------------------- |
| S 2   | GEN (NMBS) | 's-Gravenbrakel – Lembeek – Brussel-Zuid – Leuven | Rijdt 1×/u. op zondag. |

## Galerij

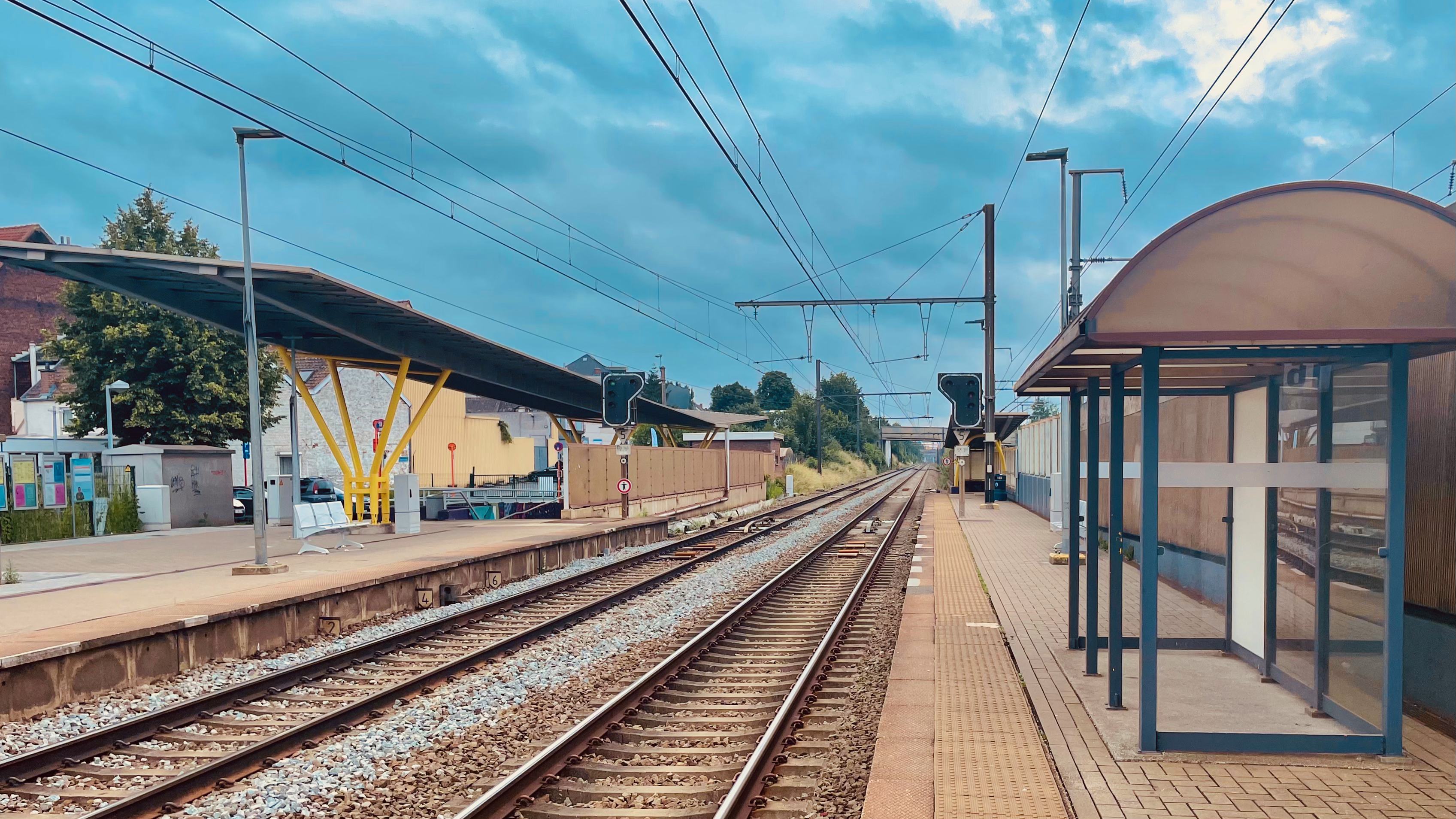
Zicht op de perrons
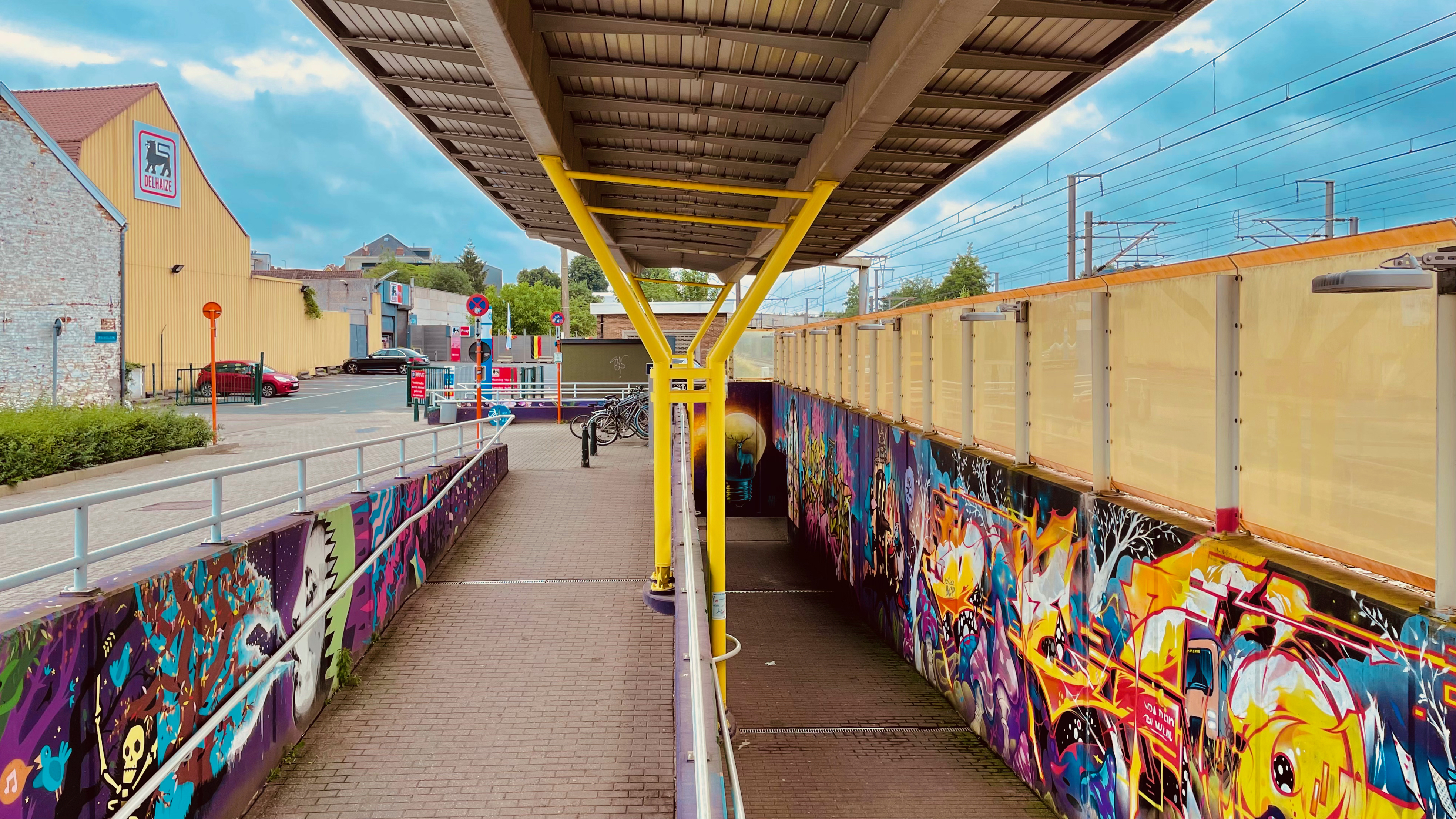
Toegang tot de voetgangerstunnel
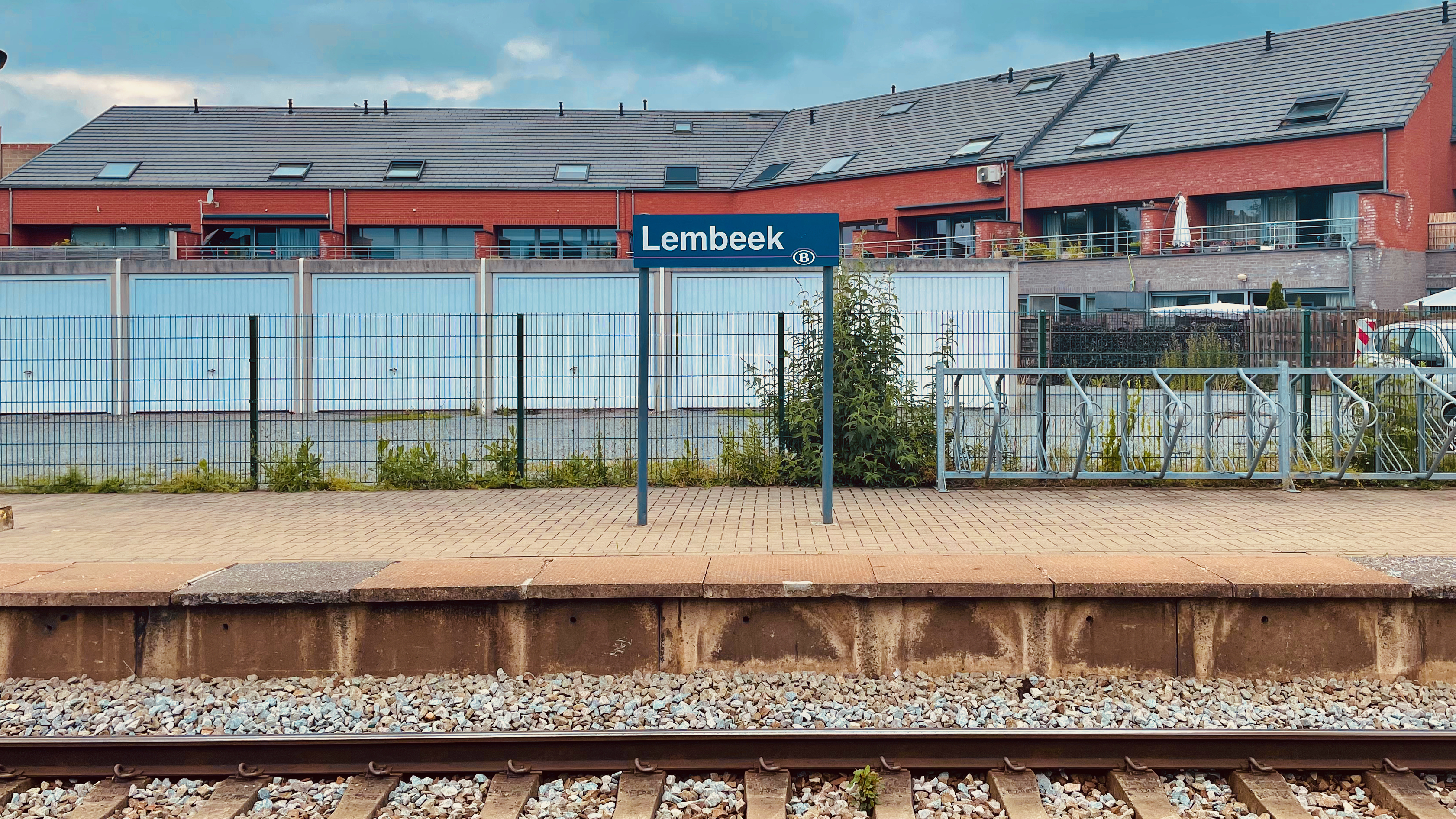
Plaatsnaambord

## Reizigerstellingen
De grafiek en tabel geven het gemiddeld aantal instappende reizigers weer op een week-, zater- en zondag.
| Tabel: aantal instappende reizigers station Lembeek | Tabel: aantal instappende reizigers station Lembeek | Tabel: aantal instappende reizigers station Lembeek | Tabel: aantal instappende reizigers station Lembeek |
|                                                     | Weekdag                                             | Zaterdag                                            | Zondag                                              |
| --------------------------------------------------- | --------------------------------------------------- | --------------------------------------------------- | --------------------------------------------------- |
| 1977                                                | 732                                                 | 199                                                 | 152                                                 |
| 1978                                                | 709                                                 | 172                                                 | 118                                                 |
| 1979                                                | 642                                                 | 244                                                 | 88                                                  |
| 1980                                                | 465                                                 | 215                                                 | 192                                                 |
| 1981                                                | 496                                                 | 196                                                 | 162                                                 |
| 1982                                                | 400                                                 | 171                                                 | 104                                                 |
| 1983                                                | 417                                                 | 154                                                 | 73                                                  |
| 1984                                                | 353                                                 | -                                                   | -                                                   |
| 1985                                                | 280                                                 | -                                                   | -                                                   |
| 1986                                                | 285                                                 | -                                                   | -                                                   |
| 1987                                                | 288                                                 | -                                                   | -                                                   |
| 1988                                                | 260                                                 | 42                                                  | 39                                                  |
| 1989                                                | 288                                                 | 54                                                  | 34                                                  |
| 1990                                                | 242                                                 | 54                                                  | 46                                                  |
| 1991                                                | 284                                                 | 92                                                  | 48                                                  |
| 1992                                                | 281                                                 | 71                                                  | 51                                                  |
| 1993                                                | 267                                                 | 59                                                  | 39                                                  |
| 1994                                                | 283                                                 | 81                                                  | 49                                                  |
| 1995                                                | 295                                                 | 49                                                  | 43                                                  |
| 1996                                                | 255                                                 | 73                                                  | 41                                                  |
| 1997                                                | 263                                                 | 62                                                  | 53                                                  |
| 1998                                                | 317                                                 | 72                                                  | 44                                                  |
| 1999                                                | 275                                                 | 97                                                  | 65                                                  |
| 2000                                                | 310                                                 | 74                                                  | 72                                                  |
| 2001                                                | 348                                                 | 118                                                 | 50                                                  |
| 2002                                                | 345                                                 | 94                                                  | 81                                                  |
| 2003                                                | 294                                                 | 76                                                  | 94                                                  |
| 2004                                                | 344                                                 | 117                                                 | 82                                                  |
| 2005                                                | 332                                                 | 110                                                 | 71                                                  |
| 2006                                                | 438                                                 | 127                                                 | 100                                                 |
| 2007                                                | 401                                                 | 98                                                  | 66                                                  |
| 2008                                                | -                                                   | -                                                   | -                                                   |
| 2009                                                | 509                                                 | 108                                                 | 77                                                  |
| 2010                                                | -                                                   | -                                                   | -                                                   |
| 2011                                                | -                                                   | -                                                   | -                                                   |
| 2012                                                | 475                                                 | 85                                                  | 105                                                 |
| 2013                                                | 462                                                 | 96                                                  | 97                                                  |
| 2014                                                | 545                                                 | 111                                                 | 119                                                 |
| 2015                                                | 524                                                 | 75                                                  | 74                                                  |
| 2016                                                | 554                                                 | 124                                                 | 88                                                  |
| 2017                                                | 658                                                 | 90                                                  | 73                                                  |
| 2018                                                | 596                                                 | 86                                                  | 99                                                  |
| 2019                                                | 601                                                 | 201                                                 | 133                                                 |
| 2020                                                | 485                                                 | 175                                                 | 95                                                  |
| 2021                                                | -                                                   | -                                                   | -                                                   |
| 2022                                                | 927                                                 | 388                                                 | 215                                                 |
| 2023                                                | 1 100                                               | 423                                                 | 216                                                 |
| 2024                                                | 1 031                                               | 462                                                 | 318                                                 |

0,0: Brussel-Zuid ·
3,9: Vorst-Zuid ·
6,0: Ruisbroek ·
9,1: Lot ·
11,1: Buizingen ·
13,6: Halle ·
16,0: Lembeek ·
18,1: Tubeke-Noord ·
18,7: Tubeke ·
20,9: Stéhoux ·
23,7: Hennuyères ·
25,5: Hennuyères-Village ·
29,6: 's-Gravenbrakel ·
35,8: Zinnik ·
41,1: Neufvilles ·
44,8: Masnuy-Saint-Pierre ·
48,6: Jurbeke ·
51,6: Erbisoeul ·
54,6: Ghlin ·
57,5: Nimy-Maisières ·
60:3: Bergen ·
62,2: Cuesmes ·
67,1: Frameries ·
69,4: Genly ·
71,2: Blaregnies ·
74,9: Quévy
0,0: Lembeek ·
3,1: Klabbeek ·
5,8: Oostkerk ·
9,1: Virginal ·
11,3: Fauquez ·
13,0: Ronquières ·
15,6: Henripont ·
18,8: Écaussinnes-Nord ·
21,7: Écaussinnes